# 大内沢
大内沢（おおうちざわ）は、埼玉県秩父郡東秩父村の大字。旧秩父郡大内沢村。郵便番号は355-0371（小川郵便局管区）。

## 地理
東秩父村北部、槻川支流大内沢川沿いの山間部に位置する。北で大里郡寄居町風布・秋山・三品と、東で寄居町西ノ入と、南で坂本と、西で皆野町三沢と隣接する。小字として御堂貝戸・打腰・所沢・金井塚・堂平・居用・上の貝戸・大宝・井戸・虎岩が挙げられる。槻川の支流大内沢川が東半を貫流し、川沿いの緩傾斜面に民家が散在する山村。観光果樹園も多くみられる。

### 河川
- 大内沢川

### 山岳
- 登谷山 - 頂上の標高668m。東側斜面にあたり、頂上は皆野町三沢に属する。

## 歴史
縄文時代中期の集落跡水沢遺跡がある。また、平安時代に成立した玉川領武光荘に属したと言われる。江戸期初めは天領だったが、明和元年(1764年)から旗本古田氏の知行となる。村高は『武蔵田園簿』で112石余、「元禄郷帳」で204石、「天保郷帳」で206石余。
1889年（明治22年）の凍霜害をはじめとして、しばしば凍霜・雹害を受けた。大内沢村は分水嶺の東側にあるが秩父郡の郡管に属する外秩父十五ヶ村のひとつに数えられている。明治時代に入って1884年（明治17年)には連合戸長役場制により、大内沢村は皆谷村・坂本村・白石村と共に秩父郡坂本村連合戸長役場区域に属した。後の1889年（明治22年）4月1日、町村制施行に伴いこの秩父郡坂本村連合戸長役場区域の4ヶ村は合併して槻川村となり大内沢村は槻川村の大字大内沢となった。戦後の1956年（昭和31年）には槻川村が大河原村と合併し東秩父村を新設、東秩父村の大字となった。

### 地名の由来
かつて流刑された皇子がこの地で大内と号したにことによる。

### 沿革
- 1764年（明和元年） - 天領から旗本古田氏の知行となる。
- 1868年（明治元年）6月17日 - 廃藩置県により岩鼻県に所属、岩鼻県秩父郡大内沢村となる。
- 1871年（明治4年）
  - 10月28日 - 岩鼻県廃止に伴い、群馬県に編入。
  - 11月14日 - 第1次府県統合により、入間県に所属、入間県秩父郡大内沢村となる。
- 1872年（明治5年）10月10日 - 大区小区制の施行により第六大区第八小区に属する
- 1873年（明治6年）6月15日 - 入間県が群馬県（第1期）と合併し、熊谷県となる。大区小区は南第六大区第八小区に属した。
- 1876年（明治9年） - 第2次府県統合により、埼玉県の管轄となる。
- 1878年（明治11年）郡区町村編制法により大区小区が廃止され秩父郡に属する。
- 1889年（明治22年）4月1日 - 町村制施行により、秩父郡槻川村の大字大内沢となる。
- 1956年（昭和31年）8月1日 - 槻川村が大河原村と合併し東秩父村を新設、東秩父村の大字となる。

## 世帯数と人口
2015年（平成27年）10月1日現在の世帯数と人口は以下の通りである。
| 大字   | 世帯数  | 人口  |
| ------ | ------- | ----- |
| 大内沢 | 133世帯 | 392人 |

## 交通

### 鉄道
地内に鉄道は引かれていない。バス路線を使って寄居駅が利用できる。

### バス
- 東秩父村営バス - 寄居線

### 道路
- 埼玉県道294号坂本寄居線
- 埼玉県道361号三沢坂本線 - 登谷山南方の僅かな区間のみが地内に相当する。

## 施設
- 東秩父村ふるさと館[9] - 1878年（明治11年）設置・2011年（平成23年）に廃校になった東秩父村立西小学校大内沢分校が整備された。
- 大内沢農民センター - 昭和44年開設。
- 大宝農村センター
- 上ノ貝戸センター
- 居用集会所
- 堂平集会所
- 大内沢白石集会所
- 高円寺 - 曹洞宗の仏教寺院[4]。
- 正善寺
- 大内沢神社 - 大内神社と書かれる資料も存在する。
- 愛宕神社
- 大通領神社
- 大宝浄水場
- 堂平・白石地区浄水場
- 上ノ貝戸地区浄水場
- TVS東秩父テレビ中継局

## 祭事
大内神社では獅子舞が奉納される。